# Wysoczyzna Wysokomazowiecka
Wysoczyzna Wysokomazowiecka (843.35) – jednostka fizycznogeograficzna Polski wchodząca w skład Niziny Północnopodlaskiej.
Położona jest pomiędzy Kotliną Biebrzańską na północnym zachodzie, doliną górnego biegu Narwi – na północy i wschodzie, a rzekami Bugiem i dolną częścią Nurca – na południu. Ciągnie się od okolicy Zambrowa poprzez Wysokie Mazowieckie i Szepietowo aż do ujścia rzeki Mianki do Nurca. Wysoczyzna Wysokomazowiecka jest częścią Wysoczyzny Podlasko-Białoruskiej, do której należą też Wysoczyzna Białostocka, Wysoczyzna Kolneńska, Kotlina Biebrzańska, Wysoczyzna Drohiczyńska oraz Wzgórza Sokólskie, Dolina Górnej Narwi i Równina Bielska.
Wysoczyzna Wysokomazowiecka zajmuje obszar o powierzchni ok. 2430 km². Stanowi rozczłonkowany obszar o falistym charakterze rzeźby terenu. Jest to obszar równinny, zbudowany z utworów morenowych, urozmaicony przez zdenudowane pagórki żwirowe, dochodzące pod Rutkami do wysokości 172 m n.p.m., płytko rozcięty dopływami Bugu (Brok) oraz Narwi (Ślina, Gać).
Przeważają użytki rolnicze, z dużym licznymi kompleksami leśnymi. Jest to region dosyć gęsto zaludniony o typie gospodarki pszenno-ziemniaczanej z bydłem mlecznym lub mięsnym. Miasta regionu: Zambrów, Łapy, Wysokie Mazowieckie.